# Riserva naturale Bosco della Marisca
La riserva naturale Bosco della Marisca è un'area naturale protetta situata in sponda destra del fiume Oglio, tra le province di Cremona e Brescia. È stata istituita dalla regione Lombardia con Determinazione di Consiglio nº 1387 del 31 maggio 1989.

## Territorio
La Riserva si trova tra i comuni di Genivolta e Villachiara e mira a proteggere una lunga lanca e il territorio circostante. L'apporto idrico è dovuto solo ad acqua di falda e durante i mesi estivi si verifica un quasi totale prosciugamento.

## Flora
La vegetazione è quella tipica delle zone golenali: il salice, il pioppo nero, la farnia, l'olmo campestre, il platano, la robinia (non autoctona ma ben ambientata), l'ontano.
Lo strato arbustivo si presenta nel suo complesso vario e tipico delle aree perifluviali; vi troviamo: il ligustro, il biancospino, la sanguinella, il nocciolo, il sambuco, il viburno, la berretta del prete, lo spino cervino, il prugnolo selvatico, la rosa canina, il ginepro.
Nello strato lianoso troviamo: la vitalba, il caprifoglio comune, il tamaro, il luppolo, la bryonia, il vilucchio comune. l'echium, il verbasco, l'aristolochia e alcune piante della specie del sedum.
In acqua vivono le erbe palustri: il myriophillum, l'elodea, gruppi di tifa.

## Fauna
Tra gli anfibi e i rettili vanno segnalati: la rana di Lataste, la raganella, il tritone crestato, il ramarro, l'orbettino, il biacco e il saettone.
Nella riserva vivono la volpe il tasso, la faina, la donnola e la lepre.
La microfauna è rappresentata dal toporagno, dalla crocidura dal moscardino, dall'arvicola rossastra, dal topo selvatico e dal topolino delle risaie, Si rileva che nella Riserva vive il raro topo selvatico a dorso striato.
L'avifauna è rappresentata da numero specie: il lodolaio, il gufo, il picchio rosso maggiore, il torcicollo, il rigogolo, il codibugnolo, il canapino, l'averla. Nelle aree umide si notano: il corriere piccolo, il pendolino, la cannaiola. Svernano l'albanella reale, la passera scopaiola, il pettirosso, il luì piccolo.

## Fonti
- Scheda della Riserva nel sito Parks.it, su parks.it.
- Sistema Parchi Regione Lombardia, su parchi.regione.lombardia.it (archiviato dall'url originale il 7 giugno 2006).
- Ministero dell'Ambiente e della Tutela del Territorio e del Mare, Elenco Ufficiale delle Aree Naturali Protette - 5º Aggiornamento 2003 Archiviato il 4 giugno 2015 in Wikiwix..